# Brasil na Copa do Mundo FIFA de 2006
O Brasil na Copa do Mundo FIFA de 2006 manteve a situação de único país a participar de todas as edições do torneio da FIFA. A edição de 2006 do torneio marcou a décima-oitava vez que a Seleção Brasileira de Futebol participou da Copa do Mundo FIFA, e a quinta vez em que defendeu o título de campeã.
Foi a primeira vez em que o país campeão disputou as Eliminatórias do Mundial. A participação do Brasil na Copa do Mundo de 2006 foi encarada com muito otimismo pois o país era o atual campeão, conquistou a Copa América de 2004, a Copa das Confederações de 2005 e liderou as Eliminatórias.
Comandado pelo treinador Carlos Alberto Parreira, o time teve o experiente lateral-direito Cafu como capitão. O Brasil era a equipe favorita nas casas de apostas, e uma pesquisa do CNT/Sensus indicava que 79,8% dos brasileiros confiavam no hexacampeonato. No entanto, a Seleção foi eliminada nas quartas de final e terminou na 5ª colocação. A campanha foi marcada por um criticado período de preparação e jogadores fora de forma física.

## Ciclo da Copa do Mundo
O Brasil contava com a base da equipe pentacampeã, com Ronaldinho eleito duas vezes o Melhor Jogador do Mundo pela FIFA antes da copa. E a ascensão de jovens estrelas, como Kaká, escolhido o melhor do Campeonato Italiano, Adriano, eleito o melhor da Copa América e Robinho, adquirido em 2005 pelo Real Madrid na segunda transferência mais cara da história do futebol brasileiro até aquele momento. Além de jogadores consagrados como Ronaldo, Cafu e Roberto Carlos.
A CBF havia trazido de volta a dupla Carlos Alberto Parreira, treinador, e Zagallo como auxiliar técnico, da mesma forma que ocorreu em 1994.
O talento do ataque do Brasil rendeu o apelido de "quadrado mágico", devido à base formada por quatro jogadores: Ronaldo, Ronaldinho, Kaká e Adriano. Havia até pedidos para se transformar em quinteto. Parreira: "Nunca pensei no quinteto. Não haverá retrocesso na nossa Seleção. Todo mundo está jogando com 10 jogadores atrás. Nós vamos colocar cinco na frente para voltar mais cedo para casa? Comigo, não. Quero ficar lá até o final do torneio". Pouco antes do embarque, Parreira lançou o livro "Formando Equipes Vencedoras".

## Eliminatórias
No ciclo da Copa de 2006, o Brasil foi a primeira seleção detentora do título mundial a ter de disputar vaga nas Eliminatórias, devido à FIFA ter abolido a qualificação automática para o campeão.

### Classificação
| Pos. | Equipe    | J  | V  | E | D  | GP | GC | Pts |
| ---- | --------- | -- | -- | - | -- | -- | -- | --- |
| 1    | Brasil    | 18 | 9  | 7 | 2  | 35 | 17 | 34  |
| 2    | Argentina | 18 | 10 | 4 | 4  | 29 | 17 | 34  |
| 3    | Equador   | 18 | 8  | 4 | 6  | 23 | 19 | 28  |
| 4    | Paraguai  | 18 | 8  | 4 | 6  | 23 | 23 | 28  |
| 5    | Uruguai   | 18 | 6  | 7 | 5  | 23 | 28 | 25  |
| 6    | Colômbia  | 18 | 6  | 6 | 6  | 24 | 16 | 24  |
| 7    | Chile     | 18 | 5  | 7 | 6  | 18 | 22 | 22  |
| 8    | Venezuela | 18 | 5  | 3 | 10 | 20 | 28 | 18  |
| 9    | Peru      | 18 | 4  | 6 | 8  | 20 | 28 | 18  |
| 10   | Bolívia   | 18 | 4  | 2 | 12 | 20 | 37 | 14  |

### Primeiro turno
| 7 de setembro de 2003  | Roberto Meléndez, Barranquilla | Colômbia  | Colômbia  | 1:2       | Brasil    | Brasil    |
| 10 de setembro de 2003 | Vivaldo Lima, Manaus           | Brasil    | Brasil    | 1:0       | Equador   | Equador   |
| 16 de novembro de 2003 | Nacional, Lima                 | Peru      | Peru      | 1:1       | Brasil    | Brasil    |
| 19 de novembro de 2003 | Pinheirão, Curitiba            | Brasil    | Brasil    | 3:3       | Uruguai   | Uruguai   |
| 31 de março de 2004    | Defensores del Chaco, Assunção | Paraguai  | Paraguai  | 0:0       | Brasil    | Brasil    |
| 2 de junho de 2004     | Mineirão, Belo Horizonte       | Brasil    | Brasil    | 3:1       | Argentina | Argentina |
| 6 de junho de 2004     | Nacional, Santiago             | Chile     | Chile     | 1:1       | Brasil    | Brasil    |
| 5 de setembro de 2004  | Morumbi, São Paulo             | Brasil    | Brasil    | 3:1 (1:0) | Bolívia   | Bolívia   |
| 9 de outubro de 2004   | Pachencho Romero, Maracaibo    | Venezuela | Venezuela | 2:5       | Brasil    | Brasil    |

### Segundo turno
| 13 de outubro de 2004  | Estádio Rei Pelé, Maceió        | Brasil    | Brasil    | 0:0 | Colômbia  | Colômbia  |
| 17 de novembro de 2004 | Atahualpa, Quito                | Equador   | Equador   | 1:0 | Brasil    | Brasil    |
| 27 de março de 2005    | Serra Dourada, Goiânia          | Brasil    | Brasil    | 1:0 | Peru      | Peru      |
| 30 de março de 2005    | Centenario, Montevidéu          | Uruguai   | Uruguai   | 1:1 | Brasil    | Brasil    |
| 5 de junho de 2005     | Estádio Beira Rio, Porto Alegre | Brasil    | Brasil    | 4:1 | Paraguai  | Paraguai  |
| 8 de junho de 2005     | Monumental, Buenos Aires        | Argentina | Argentina | 3:1 | Brasil    | Brasil    |
| 3 de setembro de 2005  | Mané Garrincha, Brasília        | Brasil    | Brasil    | 5:0 | Chile     | Chile     |
| 8 de outubro de 2005   | Hernando Siles, La Paz          | Bolívia   | Bolívia   | 1:1 | Brasil    | Brasil    |
| 11 de outubro de 2005  | Mangueirão, Belém               | Brasil    | Brasil    | 3:0 | Venezuela | Venezuela |

### Artilheiros
10 gols
- Ronaldo

6 gols
- Adriano

5 gols
- Kaká

4 gols
- Ronaldinho

2 gols
- Robinho
- Roberto Carlos

1 gol
- Luís Fabiano
- Rivaldo
- Emerson
- Zé Roberto
- Juan
- Juninho Pernambucano

### Assistências
6 assistências
- Ronaldo

5 assistências
- Zé Roberto

4 assistências
- Ronaldinho

2 assistências
- Edu Gaspar
- Kaká
- Robinho

1 assistência
- Roberto Carlos
- Adriano

## Preparação para a Copa

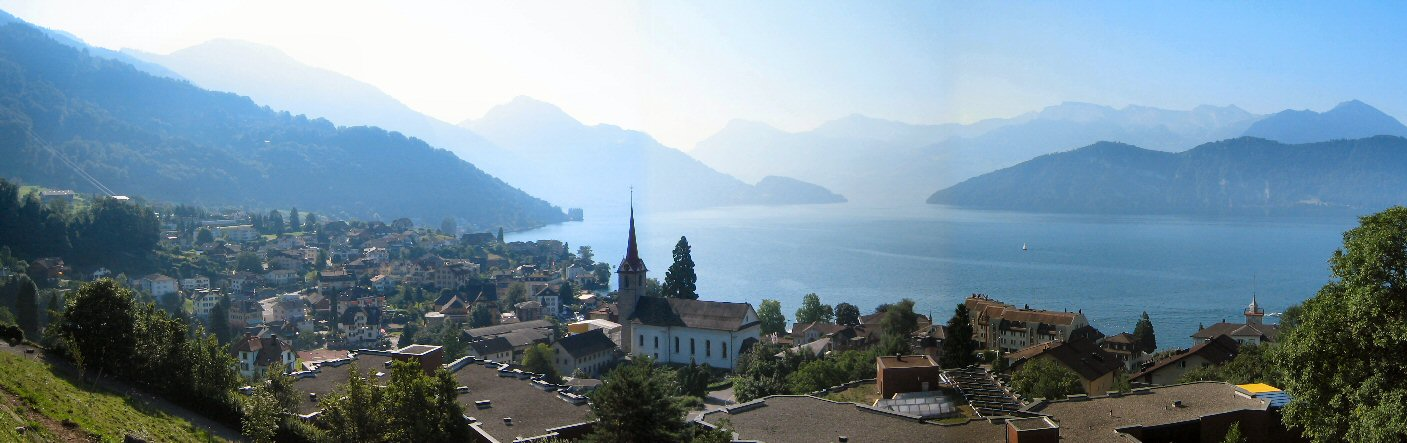
Perspectiva de Weggis (SUI).

O Brasil possuía muitos bons jogadores pelo mundo e Parreira testou vários times durante seu ciclo. Desta forma, havia uma indefinição muito grande por parte da imprensa brasileira e da população sobre quem iria ser convocado para a Copa. O álbum da Panini chegou a incluir as figurinhas de Roque Júnior, Renato e de Júlio Baptista, que fizeram parte de algumas das várias escalações de Parreira. Entre os especulados que acabaram fora da convocação, além dos citados, estavam: Marcos, Felipe, Maicon, Edu, Ricardo Oliveira, Gomes e Leo. À exceção de Felipe, todos estes estavam no time que ganhou a Copa das Confederações de 2005, sendo que, na ocasião, Roque Júnior e Maicon eram titulares. A decisão de Parreira de não utilizar um time que já havia sido campeão foi extremamente criticada pela imprensa.

Páginas do Brasil no álbum da Copa da Panini. Roque Júnior, Júlio Baptista e Renato acabaram não sendo convocados, mas seus nomes eram especulados pela imprensa.

A imprensa logo deduziu que Marcos não fora convocado por ter voltado recentemente de lesão, estando, supostamente, sem ritmo de jogo. O próprio jogador acatou a tese e se mostrou compreensivo. Mas não houve explicações ou hipóteses para os outros jogadores preteridos, levando ao bombardeio de críticas da mídia. Anos mais tarde, o pentacampeão Rivaldo mostrou-se chateado com Parreira por não ter sido convocado para a Copa. O pernambucano, na época, jogava pelo Olympiacos, da Grécia. O futebol grego não possuía visibilidade internacional, e sua conturbada passagem pelo Cruzeiro em 2004 também o prejudicou. Seu último jogo pelo Brasil foi contra o Uruguai, já pelas eliminatórias da Copa, em 2003, quando atuava pelo Milan.
No mês anterior à competição, a Seleção Brasileira ficou hospedada na pequena cidade de Weggis, na Suíça, no luxuoso Weggis Park Hotel e treinando no Thermoplan Arena. A preparação, a qual começou em 22 de maio, foi até 4 de junho de 2006. Durante esse período, o Brasil fez duas partidas amistosas - uma contra o time Sub-20 do Fluminense, no dia 28 de maio, no qual ganhou de 13 a 1, e outra contra o Luzern, que acabara de vencer a segunda divisão do país, ganhando por 8 a 0.
Também durante a estadia em Weggis a Seleção acabou tendo um corte por lesão. O jogador Edmílson durante o amistoso contra Lucerna teve uma ruptura no menisco do joelho direito, e foi substituído por Mineiro, do São Paulo. A CBF vendeu a preparação por 2 milhões de dólares para uma empresa que explorou comercialmente a presença do Brasil. Entre os eventos, ocorreu um “carnaval” com a presença de Neguinho da Beija-Flor, acompanhado de 15 passistas.
O preparador físico, Moraci Sant'Anna descreveu: "O meu trabalho era na sala de musculação. Uma sala até muito boa que eles montaram lá. Aí chega o Américo Faria [coordenar da delegação] e diz: "você tem que levar os jogadores para o campo, tem cinco mil pessoas que pagaram ingresso que estão lá" Então eu desci, e pus os caras para trotar.(..). Mas todo treinamento vai ser isso daí? Américo respondeu, tá no contrato, tem uma multa enorme. Tivemos que engolir aquilo. (...) Nós tínhamos pelo menos oito jogadores muito abaixo do nível [físico], alguns bem acima do peso, e que se não tivessem inscritos, era coisa para se cortar." 
Ronaldo tinha o maior índice de massa corporal entre os 736 jogadores do mundial.
Segundo Parreira: "Eles (jogadores) chegaram de um jeito que não deveriam ter chegado. Só que não havia como fazer qualquer modificação na lista de convocados, a não ser por lesão. A convocação era imutável. Nós até conversamos com a Fifa sobre isso, mas era uma determinação clara. Se o cara chegou gordo ou chegou magro, não tinha como mudar".
A jornalista da Band, Mariana Ferrão, cobriu a competição: "Eu ficava lá vendo o treino da seleção o dia inteiro. O Ronaldinho Gaúcho só treinava quando a imprensa espanhola chegava, fazia três ou quatro embaixadinhas, colocava a bola no pescoço. Era um negócio... Você ia ver o treino de Portugal, os caras pra lá, pra cá, animal, e você olhava, meu Deus, o que estamos fazendo? Aí eu falava, ninguém vai mostrar que os caras não estão fazendo nada? Você assistia todas as reportagens e todo mundo falando super bem." 
Ao sair de Weggis em 4 de junho o Brasil se dirigiu para Königstein, onde participou de um amistoso com a Nova Zelândia, que venceu de 4 a 0. A Seleção ficou em Königstein até o início do torneio.

## Campanha

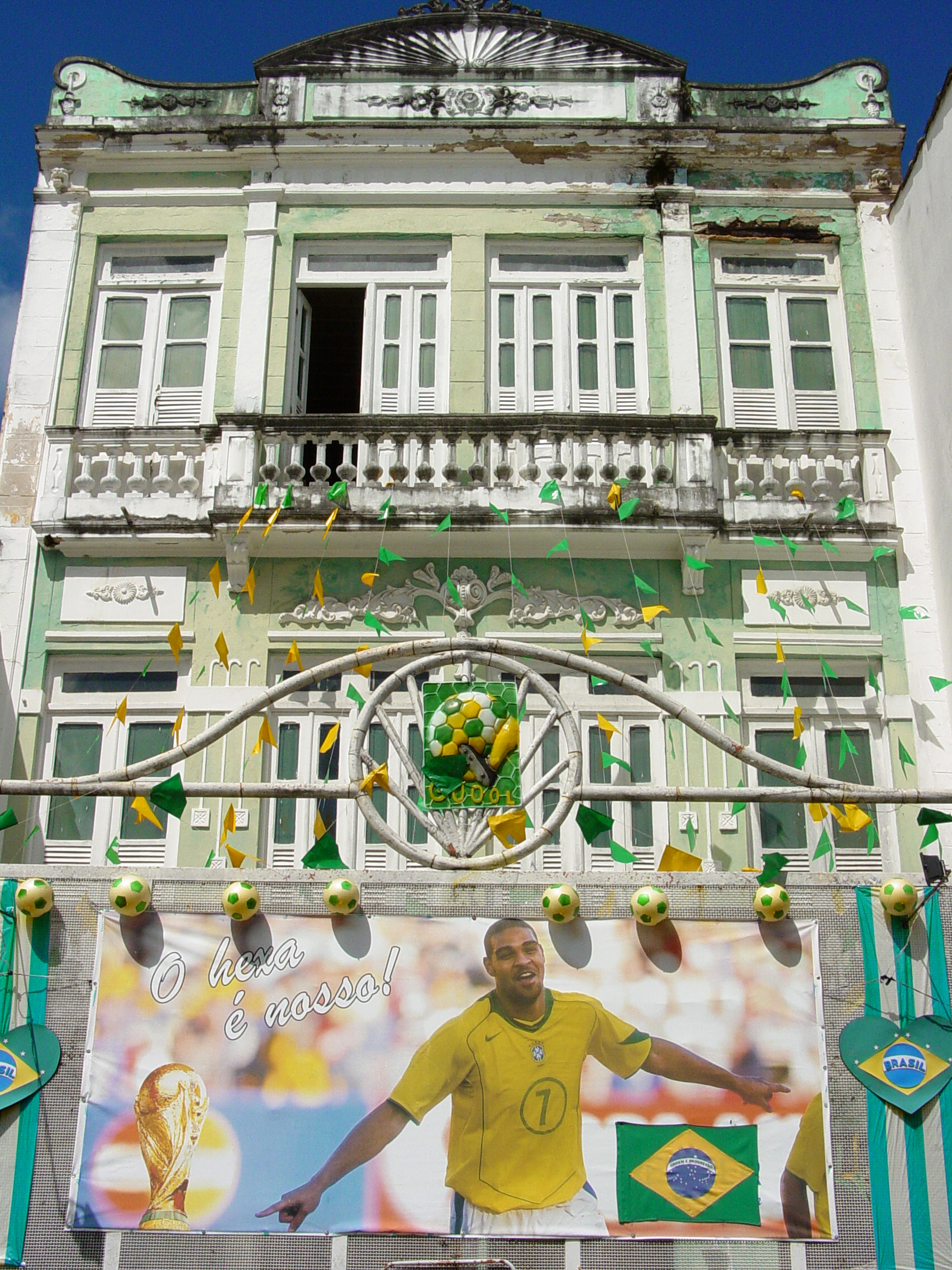
Fachada enfeitada para a Copa em Salvador

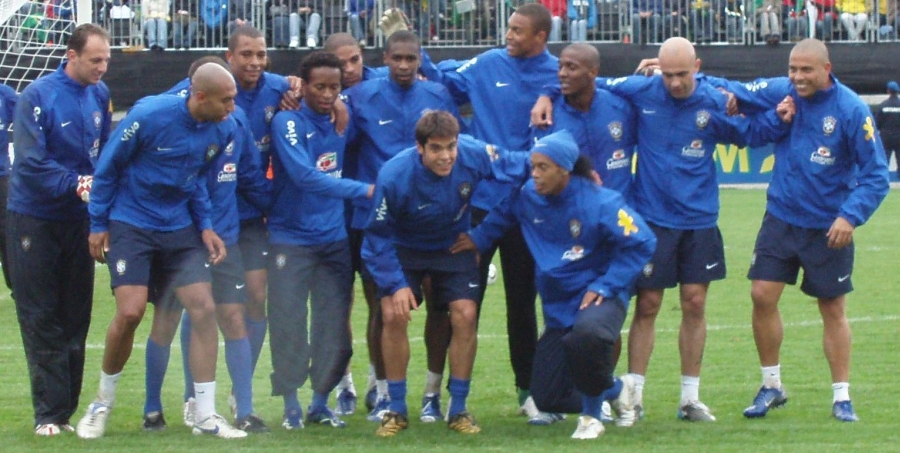
Elenco da Seleção Brasileira

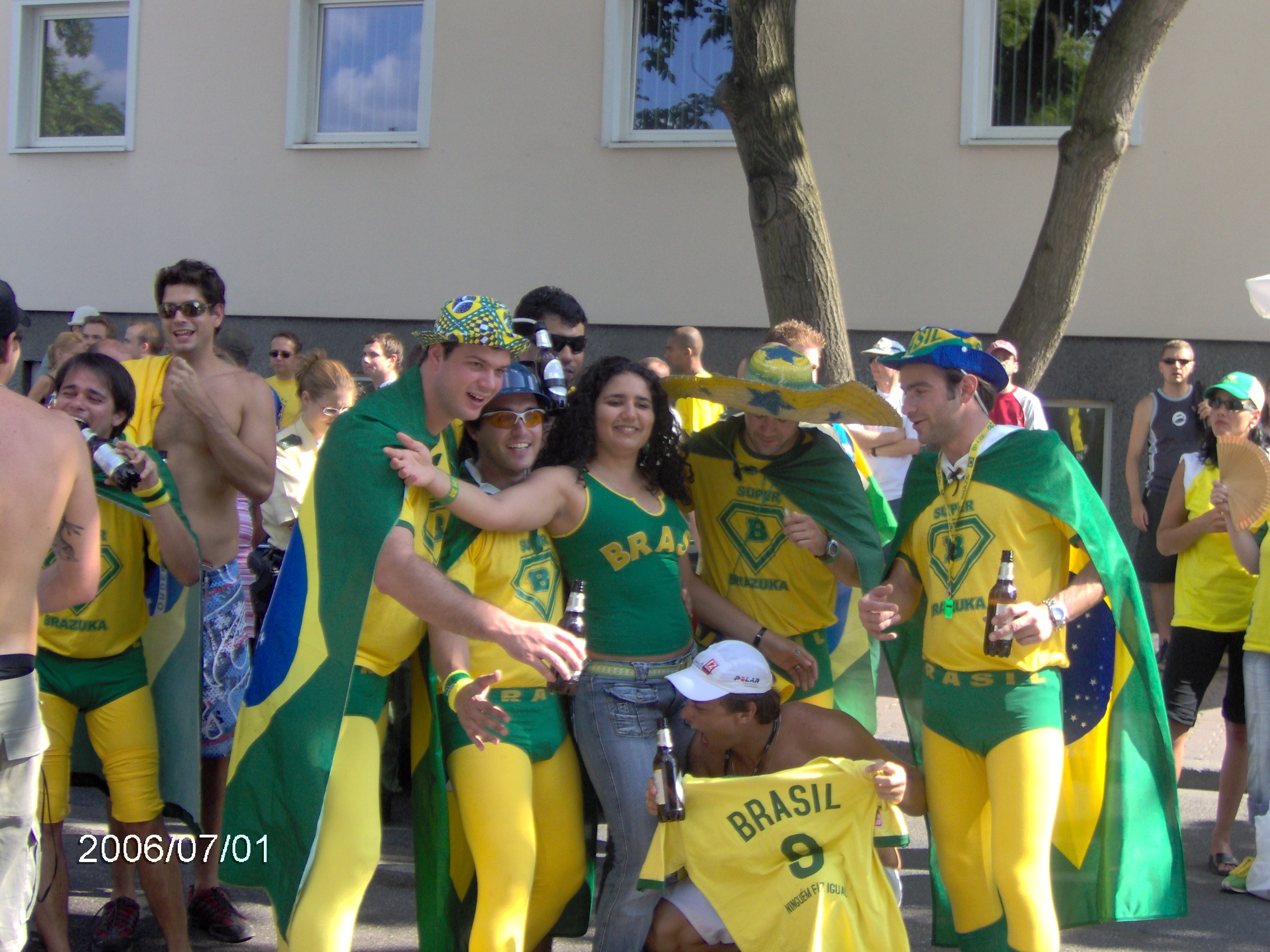
Torcedores brasileiros na Alemanha

Na estreia na Copa do Mundo FIFA de 2006, no dia 13 de junho, o Brasil enfrentou a Croácia e sofreu para vencer por 1 a 0. A falta de mobilidade da dupla de ataque foi muito criticada. O meia Kaká, autor do gol que garantiu a vitória, declarou após a partida: "O Ronaldo ainda não está 100%. Um pouco mais de movimentação da parte dele seria o ideal". Já o centroavante Adriano teve uma atuação ruim; o Imperador recebeu 29 bolas, mas perdeu 13 delas.
Na segunda partida, contra a Austrália, o Brasil ganhou de 2 a 0. O portal UOL descreveu: "O segundo jogo brasileiro na Copa foi parecido com o primeiro: time jogando mal, pouca criatividade, sustos e sofrimento para vencer." O técnico australiano, Guus Hiddink, ironizou: "No segundo tempo, vimos a Austrália dominando o campeão do mundo e o Brasil recorrendo ao contra-ataque. Deveria ser o contrário".
No jogo contra o Japão, o Brasil, já classificado, atuou com uma equipe mista, teve sua melhor atuação no torneio e goleou por 4 a 1. Parreira escalou uma equipe mais leve, com Cicinho, Gilberto e Robinho. Cicinho e Robinho foram os líderes de assistências do Brasil na Copa das Confederações de 2005. A Seleção fez o melhor jogo na Copa (apesar do susto de terminar o primeiro tempo perdendo por 1 a 0) e Ronaldinho cresceu de rendimento; com mais opções de velocidade, fez o seu jogo com mais assistências (oito) para finalização. O técnico do Japão era Zico: "Eu falei para o Parreira, tu me derrubou, o time do Brasil estava muito lento, quando eu chego lá, mudou tudo".
Já na segunda fase, nas oitavas-de-final o Brasil ganhou de Gana por 3 a 0. Parreira trouxe de volta a equipe das duas primeiras partidas. Foi o jogo de recordes pessoais. Ronaldo fez o primeiro gol e se isolou, com 15 gols, como maior artilheiro de todas as Copas, até aquele momento. Cafu atingiu 19 partidas e isolou-se como o brasileiro com mais atuações em Mundiais. O portal UOL considerou o futebol pragmático e concluiu que a "vitória veio graças à objetividade nos contra-ataques". Em 2008, o jornalista inglês Declan Hill alegou que Gana vendeu o jogo para uma casa de apostas asiáticas. O volante Stephen Appiah confirmou que houve, sim, uma proposta para que os ganenses entregassem um jogo, mas não contra o Brasil, e garante que a proposta não foi aceita.
Para as quartas-de-final, Parreira promoveu a entrada de Juninho Pernambucano no meio-campo, sacou Adriano e deslocou Ronaldinho para o ataque. O técnico da Seleção Francesa, Raymond Domenech, recordou:
| “ | E eu fiquei mais confiante ainda vendo a escalação. Eles tiraram o Adriano e colocaram o Juninho. Ficamos felizes, não? Não que o Juninho não seja um grande jogador. Mas o Adriano, ele pesa numa defesa, ainda mais se é preciso ficar de olho no Ronaldo. Como resultado, pude dizer aos meus jogadores: 'Os brasileiros estão com medo. Eles sacaram um atacante, porque estão com medo do que vamos fazer com eles'. | ” |

Em jogo realizado no Waldstadion, no dia 1 de julho, o Brasil foi derrotado por 1 a 0, com gol de Thierry Henry, e foi eliminado da competição. Após a partida, boatos de que Robinho ou Kaká estariam lesionados foram negados pela comissão médica. O médico da Seleção, José Luiz Runco, descartou problemas médicos no jogo contra a França: "Todos tinham totais condições de jogo". O narrador Galvão Bueno culpou Roberto Carlos pelo gol da eliminação, alegando que o lateral estaria amarrando as meias, quando deveria estar na área marcando. Durante uma entrevista em 2010, o lateral-esquerdo confessou que tinha mágoa de Galvão. Já em 2014, Roberto afirmou que isso havia ficado para trás e que agora ele e Galvão eram amigos.
O ex-meio-campista Gérson criticou: "A Seleção parecia um circo. Era uma máscara só! Um buscava um recorde, o outro queria levantar a taça mais vezes. Na realidade o Brasil não jogou nada". Já o campeão mundial Jairzinho declarou: "Perder é natural, agora, do jeito que perdeu não é natural. Foi um time apático e desinteressado". O Diário Olé, da Argentina, classificou a Seleção Brasileira como "esfarrapada e aborrecida", comandada por um assistente técnico que é "um bisavô".
A atuação de Zinédine Zidane foi bastante elogiada. O UOL escreveu: "Zidane estava inspirado, organizando o meio-campo, abrindo espaço com dribles curtos e fazendo lançamentos venenosos que encontravam brechas na retaguarda brasileira". O The Guardian considerou a performance de Zidane como "majestosa". Após a eliminação, vândalos atearam fogo a um estátua de Ronaldinho em Chapecó.

### Brasil 3–0 Gana

Formação do time do Brasil e de Gana

### Brasil 0–1 França

Formação do time do Brasil e da França